# العلاقات المصرية مع الاتحاد الأوروبي
العلاقات بين مصر والاتحاد الأوروبي هي العلاقات الخارجية بين دولة مصر والاتحاد الأوروبي.
تحت رعاية سياسة البحر الأبيض المتوسط العالمية (GMP) التي تم إطلاقها في عام 1972، تم توقيع اتفاقية بين المجتمع الاقتصادي الأوروبي ومصر في يناير 1977. مهد إطار العمل الذي وضعته الشراكة الأوروبية المتوسطية لعام 1995 الطريق لبعض الأمور المتواضعة. التقدم في العلاقات بين الاتحاد الأوروبي ومصر ،  مما أدى إلى اتفاقية شراكة جديدة تم توقيعها في 25 يونيو 2001 في سياق عملية برشلونة ، والتي دخلت حيز التنفيذ في يونيو 2004.  كما دخلت خطة عمل الاتحاد الأوروبي ومصر حيز التنفيذ. القوة في عام 2007.
لقد تحدى اندلاع الربيع العربي السياسة التقليدية التي يقودها الاستقرار والتي اتبعها الاتحاد الأوروبي في المنطقة ، والتي عبر عنها الدعم للحكام المستبدين في مناصبهم ، بمن فيهم حسني مبارك في مصر ، مما أدى في النهاية إلى إعادة تقييم السياسة الخارجية للاتحاد الأوروبي في المنطقة.
يشترك الجانبان في عضوية مشتركة في الاتحاد من أجل المتوسط.

## التسلسل الزمني للعلاقات مع الاتحاد الأوروبي
| تاريخ         | حدث |
| ------------- | --- |
| 25 يونيو 2001 | الاتحاد الأوروبي ومصر يوقعان اتفاقية شراكة |
| يونيو 2004    | اتفاقية الشراكة تدخل حيز التنفيذ |
| مارس 2007     | تم تبني خطة عمل سياسة الجوار الأوروبية |
| 2016          | بدأ الاتحاد الأوروبي ومصر حوارًا حول أولويات الشراكة المستقبلية بما يتماشى مع سياسة الجوار الأوروبية المنقحة                                                                  |
| 17 مارس 2024  | أعلنت أورسولا فون دير لاين، رئيسة المفوضية الأوروبية، رفع مستوى العلاقات بين مصر والاتحاد الأوروبي إلى مستوى استراتيجي وشامل، وتقديم حزمة دعم مالي تبلغ 7.4 مليار يورو لمصر. |